# سرنگونی اسلوبودان میلوشویچ
سرنگونی اسلوبودان میلوشویچ در ۵ اکتبر ۲۰۰۰ در بلگراد، یوگسلاوی پس از انتخابات ریاست جمهوری در تاریخ ۲۴ سپتامبر رخ داد و منجر به سقوط دولت اسلوبودان میلوشویچ در ۵ اکتبر ۲۰۰۰ شد. از آن به عنوان سرنگونی ۵ اکتبر (صربی: Петооктобарска револуција, Petooktobarska revolucija) یا انقلاب بولدوزر نیز یاد می‌شود.

## زمینه‌ها
این انقلاب در ۵ اکتبر سال ۲۰۰۰ روی داد اما زمینه آن از مدت‌ها قبل فراهم شده بود. اسلوبودان میلوشویچ رئیس‌جمهور یوگسلاوی سابق با به راه انداختن جنگ در این جمهوری، اروپا را به خشم آورده بود و حتی آمریکا را مجبور به مداخله و بمباران صربستان کرد.
او از رهبران ملی‌گرای صرب بود و اروپاییها این ملی‌گرایی را برای امروز این قاره خطرناک می‌دانستند. در آستانه انتخابات سال ۲۰۰۰ در این کشور، مخالفان با حمایت‌های مستقیم خارجی متمرکز شده و ائتلاف کردند و فردی به نام واتسلاو کوشتونیتسا را به عنوان نامزد خود در مقابل میلوشویچ معرفی کردند. تبلیغات انتخاباتی نزدیک به ۲ ماه طول کشید که طی آن درگیری و تنش در کشور به شدت بالا گرفت.
سرانجام انتخابات در ۲۴ سپتامبر برگزار شد و در حالی که مخالفان مدعی پیروزی نامزد خود در مقابل میلوشویچ بودند، کمیسیون انتخابات اعلام کرد که هیچ‌کدام از ۲ نامزد اصلی نتوانسته‌اند بیش از نیمی از آرا را کسب کنند وبه همین دلیل انتخابات به دور دوم کشیده شده‌است. بسیاری از رای‌دهندگان در مونته‌نگرو و کوزوو این انتخابات را تحریم کردند و به همین دلیل میلوشویچ در دور دوم با اکثریت آراء اعلام پیروزی کرد.
مخالفان نتیجه را نپذیرفتند. اعتراض‌های مردم شروع شد و آن قدر ادامه یافت تا این که در ۵ اکتبر همان سال، تظاهرات کنندگان به بلگراد رسیدند و ساختمان‌های دولتی را تصرف کردند. پلیس، مقاومت زیادی نشان نداد و این وضعیت پایان کار دولت میلوشویچ را رقم زد و مخالفان، حکومت را به دست گرفتند.